# Lispocephala flexa
Lispocephala flexa este o specie de muște din genul Lispocephala, familia Muscidae, descrisă de Hardy în anul 1981. Conform Catalogue of Life specia Lispocephala flexa nu are subspecii cunoscute.